# Gołąbek buczynowy

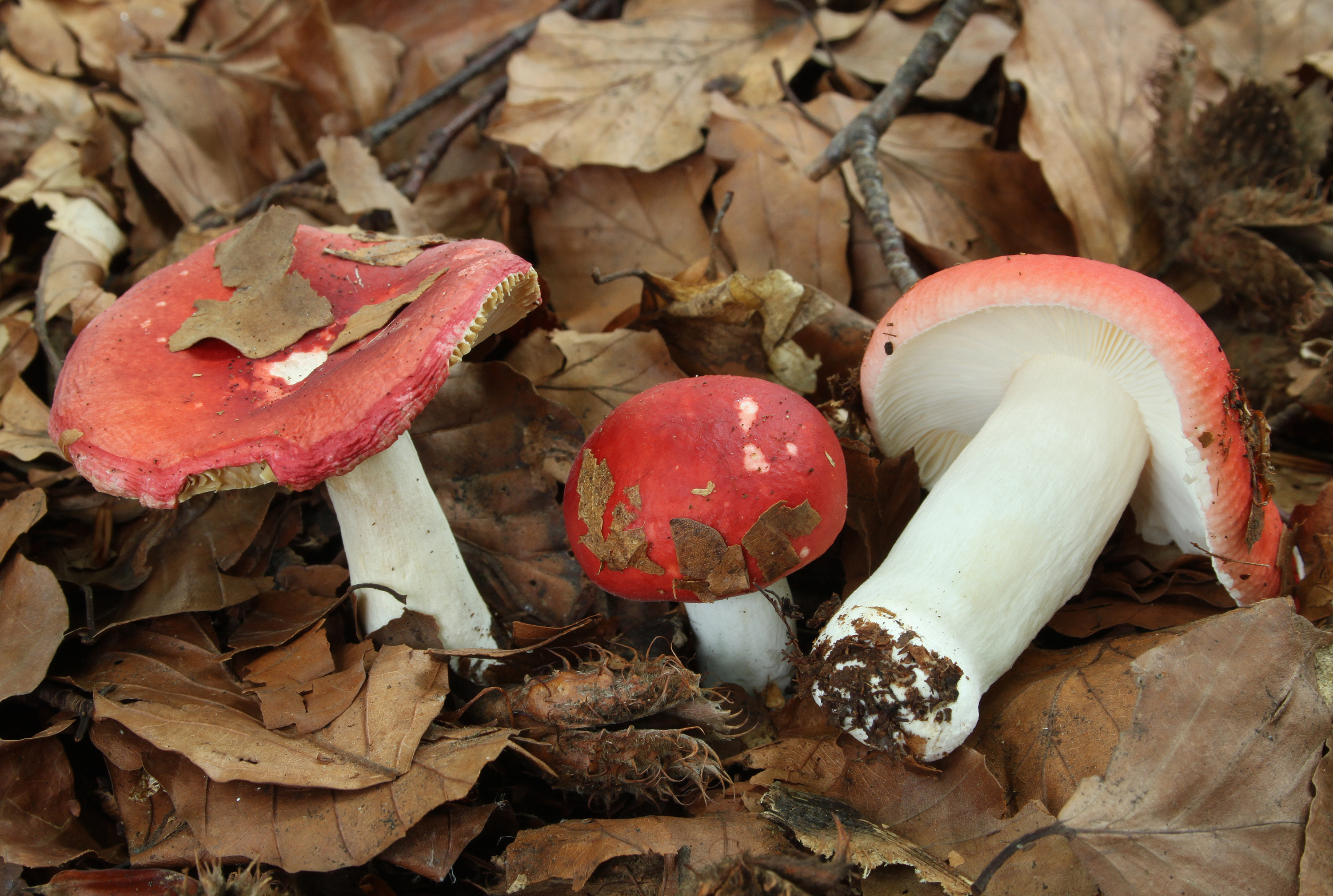

Gołąbek buczynowy (Russula nobilis Velen) – gatunek grzybów należący do rodziny gołąbkowatych (Russulaceae).

## Systematyka i nazewnictwo
Pozycja w klasyfikacji według Index Fungorum: Russula, Russulaceae, Russulales, Incertae sedis, Agaricomycetes, Agaricomycotina, Basidiomycota, Fungi.
Niektóre synonimy naukowe:

- Russula emetica var. mairei (Singer) Killerm. 1936
- Russula fageticola Melzer ex S. Lundell 1956
- Russula fageticola (Romagn.) Bon 1986
- Russula fagetorum Bon 1987
- Russula mairei Singer 1929
- Russula mairei var. fageticola Romagn. 1962

Alina Skirgiełło używała nazwy gołąbek merowski, Władysław Wojewoda w 2003 r. zaproponował nazwę gołąbek buczynowy (obydwoje dla synonimu R. mairei).

## Morfologia
Kapelusz
Średnica 4–9,5 cm, kształt początkowo półkulisty, potem rozpostarty, a nawet nieco wklęsły. Brzeg dość ostry, gładki i nieco karbowany (co najwyżej do 5 mm). Powierzchnia gładka o barwie od różowej do karminowej. Po deszczach blaknie i staje się brudnożółtawa lub jasnoróżowa. Podczas suchej pogody skórka jest matowa, podczas wilgotnej nieco lepka, Daje się ściągnąć tylko na samym brzegu.
Blaszki
Dość gęste i dość cienkie. Mają szerokość 5–8 mm, są rozwidlone, przy trzonie przyrośnięte zatokowato, przy brzegu tępe. Występują między nimi blaszeczki. Są białe, lub z żółtawym odcieniem.
Trzon
Wysokość 2,5–4 cm, grubość 1–1,5 cm, walcowaty, pełny. Powierzchnia gładka lub delikatnie szorstka, bez różowego wybarwienia, co najwyżej ze słabym różowym odcieniem. Ma barwę białą, żółtą lub brązowawą.
Miąższ
Twardy i ścisły, biały, tylko pod skórką zabarwiony na różowo. Zapach lekko owocowy, smak ostry.
Cechy mikroskopowe
Wysyp zarodników biały. Zarodniki o kształcie od kulistego do szeroko elipsoidalnego i rozmiarach 8,5–10 × 7–8,5 µm. Mają brodawkowato-kolczastą powierzchnię z rzadką siateczką i widoczną łysinką. Podstawki o rozmiarach 40–50 × 9–12,5 µm, cystydy 65–75 × 7,5–10 µm. Pod działaniem sulfowaniliny barwią się na granatowo. W skórce liczne dermatocysty o rozmiarach 65–85 × 6–10 µm.
Gatunki podobne
- gołąbek wyborny (Russula vesca), którego cielistoróżowa skórka kapelusza nie dochodzi do brzegu odsłaniając biały miąższ. Jadalny.
- gołąbek żółknący (Russula luteotacta), który ma gorzki i ostry smak, a kapelusz po naciśnięciu zmienia kolor na chromowożółty. Niejadalny.
- gołąbek wymiotny (Russula emetica), którego kapelusz jest również lśniącoczerwony, z białymi, ale dużymi i urzeźbionymi zarodnikami. Trujący[5].

## Występowanie i siedlisko
Znany jest tylko w Europie. W polskim piśmiennictwie mykologicznym opisany na wielu stanowiskach.
Grzyb naziemny występujący w lasach liściastych, pod bukami, na suchych glebach wapiennych. Pojawia się od sierpnia do października.

## Znaczenie
Grzyb mykoryzowy. Jest grzybem trującym, powoduje zaburzenia układu pokarmowego.